# Gyula
Gyula [ˈɟulɒ] (deutsch: Deutsch-Jula, rumänisch: Giula) ist eine ungarische Stadt mit 31.928 Einwohnern (Stand 2011) im gleichnamigen Kreis im Komitat Békés. Die Stadt ist für die rumänische Minderheit in Ungarn von großer Bedeutung, da sich hier ein rumänisches Lyzeum sowie der Sitz des für Ungarn zuständigen rumänisch-orthodoxen Bistums befindet.

## Geografische Lage
Gyula liegt ungefähr zehn Kilometer östlich der Stadt Békéscsaba unmittelbar an der Grenze zu Rumänien, 220 km südöstlich von Budapest entfernt. Durch die Stadt fließt der Élővíz-csatorna. Östlich des Ortes befindet sich der Fluss Fehér-Körös.

## Geschichte
Die Ursprünge der Stadt reichen bis ins Jahr 1313 zurück, in dem ein Kloster Gyulamonostor (lat. Julamonustra) erwähnt wurde. Vermutlich geht der Name auf einen Fürsten gleichen Namens zurück, der Kloster und Siedlung gründete.

## Heilbad Gyula
Gyula ist ein Bade- und Kurort. Das Burgbad, eines der schönsten Heilbäder in Ungarn, wurde im 8,5 Hektar großen Schlosspark des einstigen Almásy-Schlosses erbaut, der heute Naturschutzgebiet ist. Das Heilwasser ist reich an Alkalihydrogen-Carbonat und Chloriden. Aufgrund des hohen Mineralstoffgehalts ist das Wasser braun.

## Städtepartnerschaften
- Arad, Rumänien
- Baia Mare, Rumänien
- Budrio, Italien (seit 1963)
- Covasna, Rumänien
- Ditzingen, Deutschland (seit 1991)
- Krumpendorf am Wörthersee, Österreich (seit 1995)
- Miercurea Ciuc, Rumänien
- Schenkenfelden, Österreich (seit 1997)
- Wągrowiec, Polen

## Söhne und Töchter
- Albrecht Dürer der Ältere (~1427–1502), Goldschmied und Vater des berühmten Malers Albrecht Dürer
- Ferenc Erkel (1810–1893), Begründer der ungarischen Nationaloper und Komponist der ungarischen Nationalhymne
- Aladár Székely (1870–1940), ungarischer Fotograf
- Imre Bródy (1891–1944), ungarischer Physiker
- Zoltán Bay (1900–1992), ungarischer Physiker
- Imre König (1901–1992), multinationaler Schachspieler
- Ferenc Pálinkás (1927–1993), Offizier der Volksrepublik Ungarn
- Stefan Polónyi (1930–2021), deutscher Bauingenieur, ordentlicher Professor für Tragkonstruktionen an der Universität Dortmund, wurde in Gyula geboren und besuchte dort das Gymnasium
- Márta Gulyás (* 1953), Konzertpianistin und Professorin für Klavier und Kammermusik
- László Krasznahorkai (* 1954), ungarischer Schriftsteller
- László Kiss (* 1976), Schriftsteller

## Verkehr
In Gyula treffen die Landstraßen Nr. 4219, Nr. 4234 und Nr. 4434 aufeinander. Südlich des Ortes verläuft die Hauptstraße Nr. 44. Die Stadt ist angebunden an die Eisenbahnstrecke von Békéscsaba über Kötegyán nach Vésztő.

## Bilder

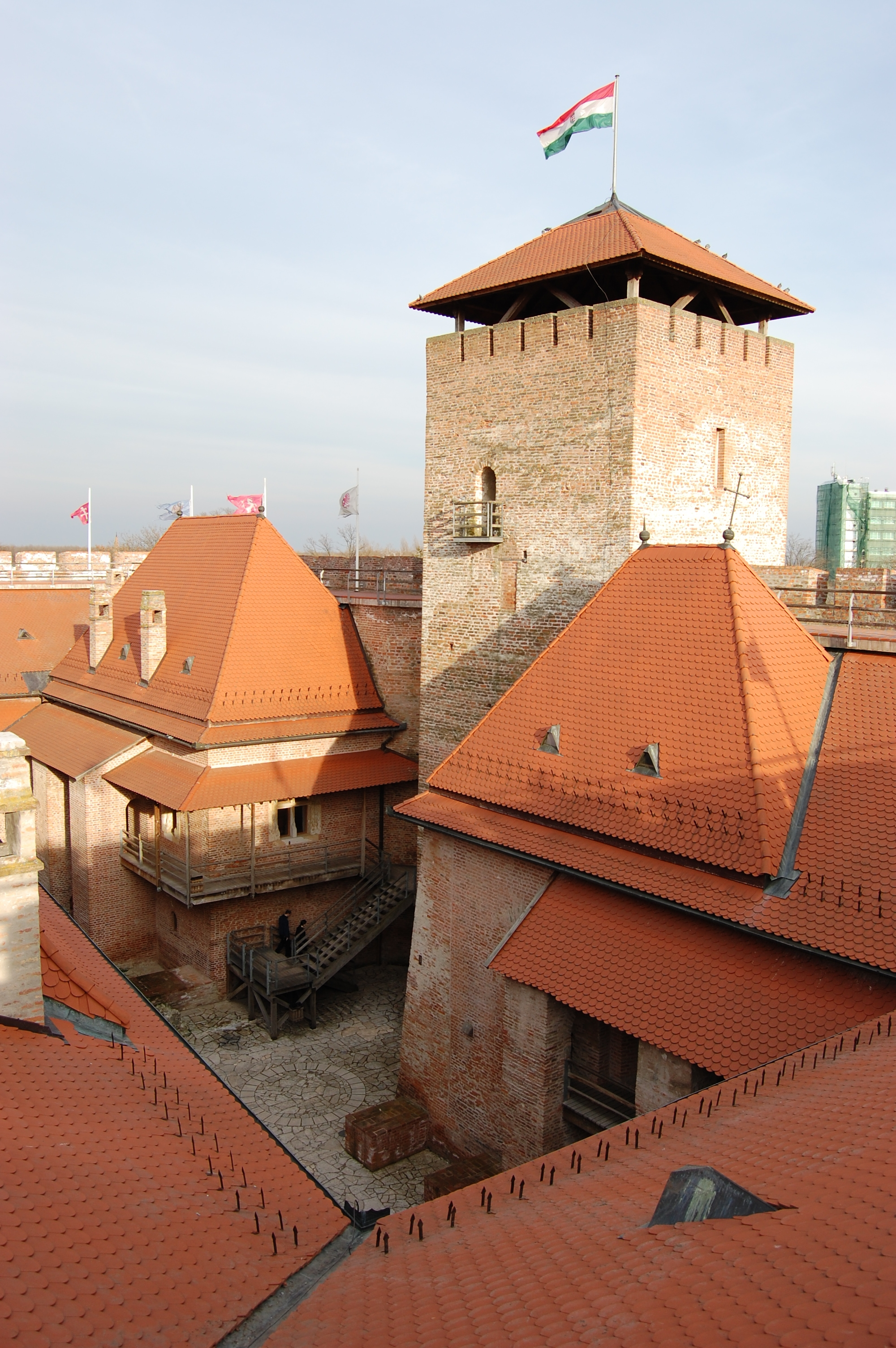
Burg
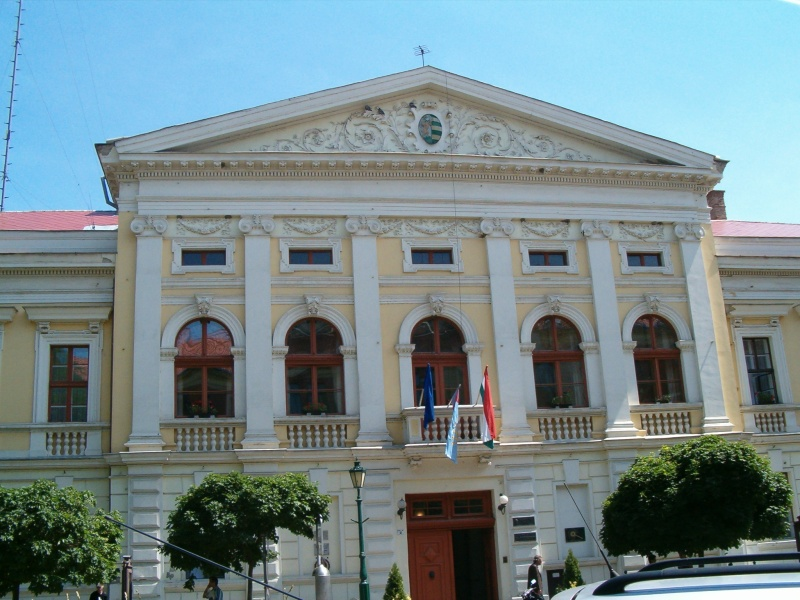
Rathaus
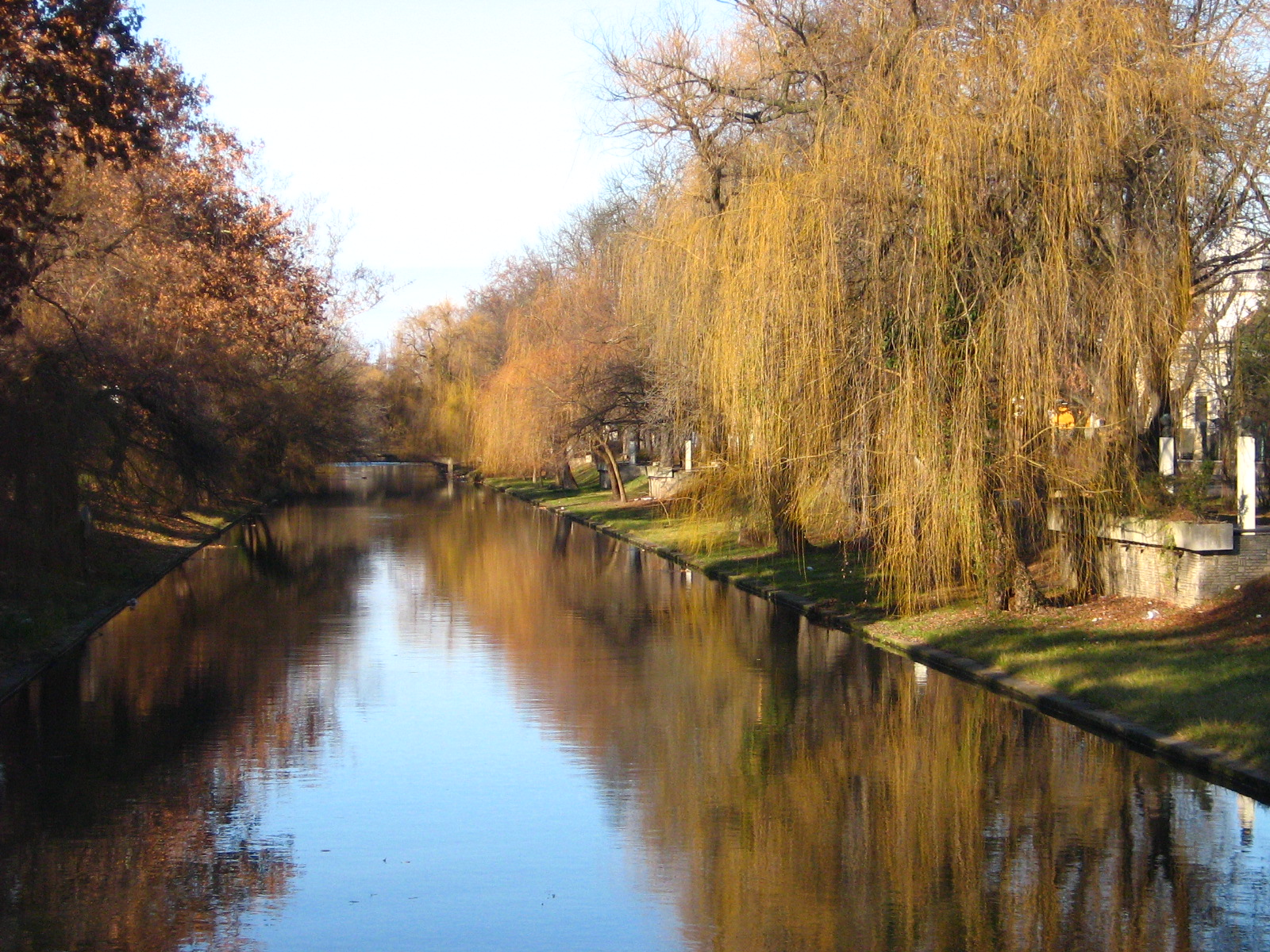
Élővíz-csatorna
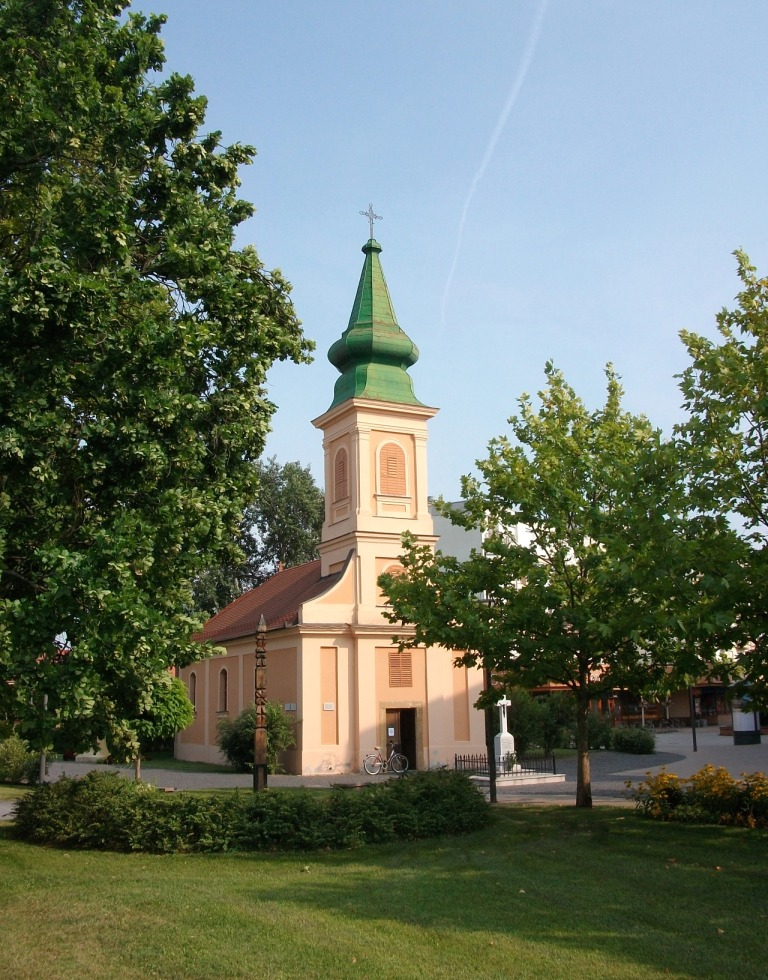
Röm.-kath. Kapelle
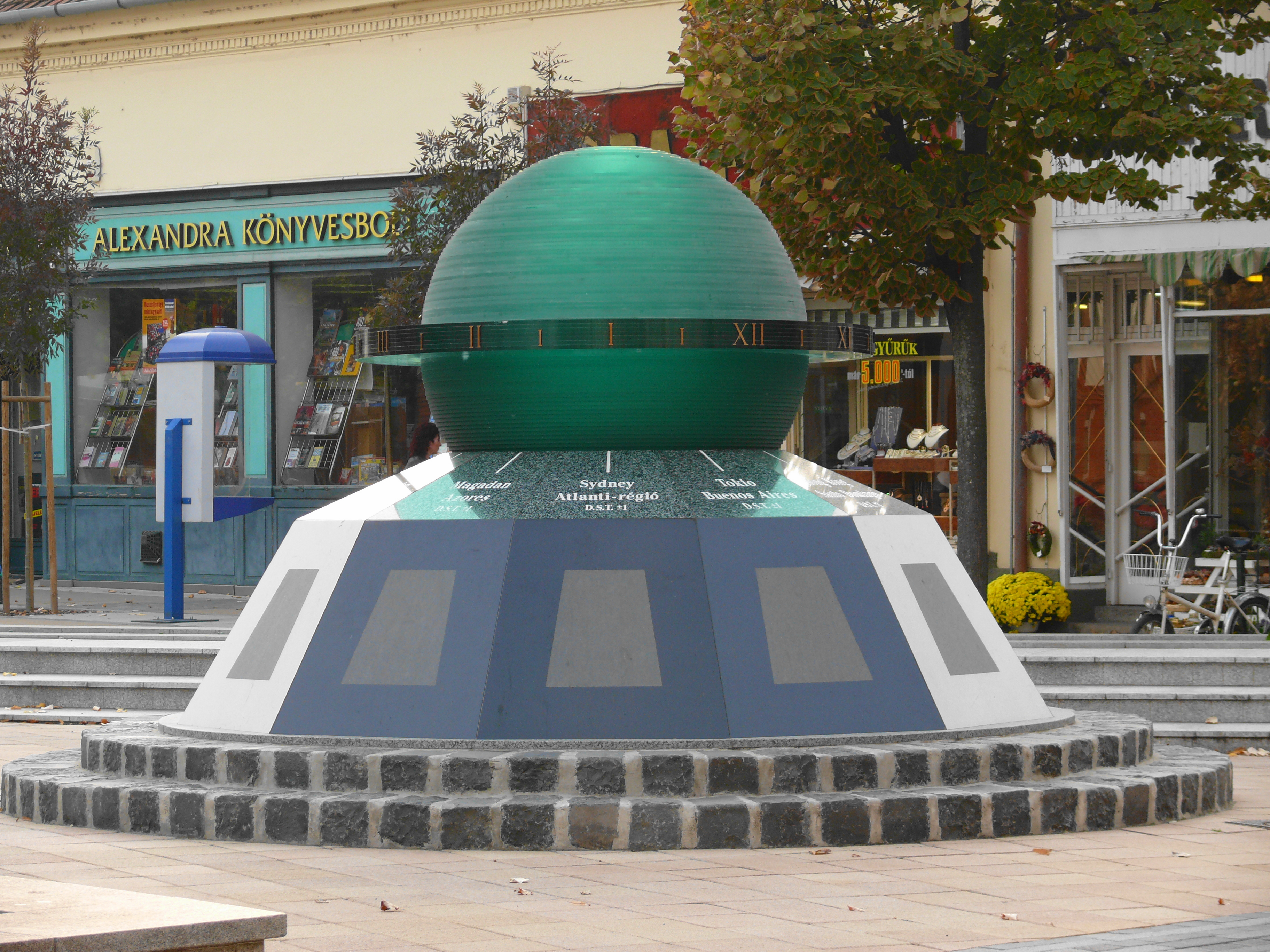
Weltuhr